# Luvia
Luvia es un municipio de Finlandia.
Se localiza en la provincia de Finlandia Occidental y es parte de la Región de Satakunta. El municipio posee una población de 3,346
(30 de junio de 2015) y cubre un área de 861,20 kilómetros cuadrados de los cuales 692,13 km² son agua. La densidad de población es 19.79 habitantes
por kilómetro cuadrado.
El municipio es monolingüista y su idioma oficial es el finlandés.